# Свята Уругваю
Святкові дні Східної Республіки Уругвай
| Дата                                              | Свято                                                    | Оригінальна назва                         | Примітки                                                   |
| ------------------------------------------------- | -------------------------------------------------------- | ----------------------------------------- | ---------------------------------------------------------- |
| 1 січня                                           | Новий рік                                                | Año Nuevo                                 |                                                            |
| 6 січня                                           | День захисту дітей                                       | Día de los Niños (Día de Reyes)           |                                                            |
| Змінна дата. В кінці лютого чи на початку березня | Уругвайський Карнавал                                    | Carnaval                                  |                                                            |
| Змінна дата. В кінці березня чи на початку квітня | Тиждень туризму (замість Християнського Страсного тижня) | Semana de Turismo (formerly Semana Santa) |                                                            |
| 19 квітня                                         | Свято на честь 33 патріотів-борців за незалежність       | Desembarco de los 33 Orientales           |                                                            |
| 1 травня                                          | День праці                                               | Día de los Trabajadores                   |                                                            |
| 18 травня                                         | День битви при Лас-П'єдрас                               | Batalla de las Piedras                    | Уругвай та Бразилія закінчили війну у 1828 році.           |
| 19 червня                                         | День народження Хосе Артігаса                            | Natalicio de Artigas y Día del Nunca Más  |                                                            |
| 18 липня                                          | День Конституції                                         | Jura de la Constitución                   | На честь прийняття першої Конституції Уругваю в 1830 році. |
| 25 серпня                                         | День незалежності                                        | Día de la Independencia                   | Від Бразильської Імперії, в 1825 році.                     |
| 12 жовтня                                         | День Колумба                                             | Día de la Raza (або Immacolata)           |                                                            |
| 2 листопада                                       | День усіх Святих                                         | Día de los Difuntos                       |                                                            |
| 25 грудня                                         | Різдво Христове                                          | Navidad                                   |                                                            |